# توحيد (إيران)
توحيد (بالفارسية: توحید) هي منطقة سكنية تقع في إيران في Helilan District. يقدر عدد سكانها بـ 5,899 نسمة .